# 6140 Kubokawa
6140 Kubokawa è un asteroide della fascia principale. Scoperto nel 1992, presenta un'orbita caratterizzata da un semiasse maggiore pari a 2,3318473 UA e da un'eccentricità di 0,1435520, inclinata di 5,61979° rispetto all'eclittica.
L'asteroide è dedicato all'astronomo giapponese Kazuo Kubokawa.